# Bokordningen
Bokordningen (Fagales) är en ordning inom växtriket. Till Fagales hör några välkända träd, vilka utmärks genom att vara vindpollinerade, däribland björk, ek och bok. 
I nyare klassificeringssystem ingår följande familjer:
- Björkväxter (Betulaceae)
- Bokväxter (Fagaceae)
- Kasuarinaväxter (Casuarinaceae)
- Sydboksväxter (Nothofagaceae)
- Porsväxter (Myricaceae)
- Rhoipteleaceae
- Ticodendraceae
- Valnötsväxter (Juglandaceae)

Alternativt kan Rhoipteleaceae ingå i valnötsväxter, men kan även vara en fristående familj.
Äldre klassificeringssystem, såsom Cronquistsystemet, placerade endast fyra familjer i Fagales; björkväxter, hasselväxter, bokväxter och Ticodendraceae. Av dessa ingår numera hasselväxterna i björkväxtfamiljen. Övriga familjer var uppdelade på tre andra ordningar i underklassen Hamamelidae. Caruarinales bestod endast av kasuarinaväxterna, Juglandales bestod av valnötsväxterna och Rhoipteleaceae och Myricales omfattade resten samt släktet Balanops. Detta släkte är det enda i familjen Balanopaceae, som numera är placerad i Malpighiales.